# Korea Open 2021
Il Korea Open 2021 è stato un torneo di tennis giocato sul cemento indoor per la prima volta. È stata la diciassettesima edizione del torneo che fa parte del WTA Challenger Tour 2021 per il primo anno. Il torneo si è giocato dal 20 al 26 dicembre all'Olympic Park Tennis Center di Seul, in Corea del Sud.

## Partecipanti al singolare

### Teste di serie
| Nazionalità   | Giocatrice                 | Ranking* | Testa di serie |
| ------------- | -------------------------- | -------- | -------------- |
| Francia       | Kristina Mladenovic        | 99       | 1              |
| Cina          | Zhu Lin                    | 142      | 2              |
| Ungheria      | Réka Luca Jani             | 170      | 3              |
| Grecia        | Valentini Grammatikopoulou | 184      | 4              |
| Paesi Bassi   | Arianne Hartono            | 196      | 5              |
| Corea del Sud | Jang Su-jeong              | 215      | 6              |
| Bulgaria      | Isabella Šinikova          | 226      | 7              |
| Giappone      | Yuki Naito                 | 262      | 8              |

* Ranking al 13 dicembre 2021.

### Altre partecipanti
Le seguenti giocatrici che hanno ricevuto una Wild card:
- Back Da-yeon
- Brenda Fruhvirtová
- Jeong Bo-young
- Park Eun-yeong

La seguente giocatrice è entrata in tabellone tramite alternate:
- Moon Jeong

### Ritiri
Prima del torneo
- Jodie Burrage → sostituita da  Carol Zhao
- Hanna Chang → sostituita da  Anastasia Kulikova
- Federica Di Sarra → sostituita da  Peangtarn Plipuech
- Nao Hibino → sostituita da  Moon Jeong
- Mai Hontama → sostituita da  Riya Bhatia
- Dasha Ivanova → sostituita da  Kim Da-bin
- Anna Sisková → sostituita da  Linda Fruhvirtová
- Zhang Shuai → sostituita da  Choi Ji-hee

## Partecipanti al doppio

### Teste di serie
| Nazione     | Giocatrice                 | Nazione   | Giocatrice          | Rank1 | Seed |
| ----------- | -------------------------- | --------- | ------------------- | ----- | ---- |
| Paesi Bassi | Arianne Hartono            | Australia | Olivia Tjandramulia | 310   | 1    |
| Grecia      | Valentini Grammatikopoulou | Ungheria  | Réka Luca Jani      | 381   | 2    |

* Ranking al 13 dicembre 2021.

### Altre partecipanti
La seguente coppia ha ricevuto una wild card per il tabellone principale:
- Jeong Bo-young /  Jeong Yeong-won

## Campionesse

### Singolare
Zhu Lin ha battuto in finale  Kristina Mladenovic con il punteggio di 6–0, 6–4.
- È il primo titolo in carriera per Zhu.

### Doppio
Choi Ji-hee /  Han Na-lae hanno battuto in finale  Valentini Grammatikopoulou /  Réka Luca Jani con il punteggio di 6–4, 6–4.